# Lento (muziekterm)
Lento is een van oorsprong Italiaanse muziekterm die aangeeft dat een muziekstuk in een langzaam tempo gespeeld moet worden. Letterlijk betekent het "slepend". Het behoort tot de zeer langzame tempi, zoals ook largo en grave. Het metronoomgetal komt neer op 40 tot 48, dus 40 tot 48 tellen per minuut.
Een verwante term is lentissimo, wat "zeer slepend" betekent. Dit komt erop neer dat dit tempo iets trager is dan lento.